# 芒特倫珀 (紐約州)
芒特倫珀（英語：Mount Tremper）是位於美國紐約州阿爾斯特縣的非建制地區。

## 歷史
芒特倫珀的郵局自1909年營運至今。

## 地理
芒特倫珀所處的海拔為高於海平面221米（即725英呎），而該地所採用的時區為UTC-5，即北美东部时区（EST）。同時該地設有夏令時間，為UTC-5調快一小時，即UTC-4（EDT）。